# Ga Phúc Trạch
Ga Phúc Trạch là một nhà ga xe lửa tại xã Hương Trạch, huyện Hương Khê, tỉnh Hà Tĩnh. Nhà ga là một điểm trên tuyến đường sắt Bắc Nam tiếp nối sau ga Hương Phố và trước ga La Khê (tỉnh Quảng Bình). Lý trình ga: Km 396 + 180.